# Kościół Znalezienia Krzyża Świętego w Małym Płocku
Kościół Znalezienia Krzyża Świętego – rzymskokatolicki kościół parafialny należący do dekanatu Piątnica diecezji łomżyńskiej.

## Historia
Obecna świątynia murowana została wzniesiona w latach 1878–1881 dzięki staraniom księdza Franciszka Tomkiewicza i w dniu 28 października 1883 roku została pobłogosławiona przez księdza prałata P. Andruszkiewicza. Budowla została całkowicie zniszczona podczas I wojny światowej w 1915 r., następnie została odbudowana dzięki staraniom proboszczów ks. Franciszka Łacińskiego i ks. Tadeusza Ciborowskiego. W latach 1994–1999 świątynia została odnowiona dzięki staraniom księdza proboszcza Jerzego Śleszyńskiego. Dnia 8 sierpnia 1999 roku została konsekrowana przez biskupa łomżyńskiego Stanisława Stefanka.
Kościół reprezentuje styl neobarokowy, jest budowlą murowaną, wybudowaną na planie krzyża łacińskiego, halową, posiadającą trzy nawy oraz dwuwieżową fasadę.
2 maja 2020 roku odbyła się w kościele uroczystość ustanowienia Sanktuarium Matki Pocieszenia – Pani Małopłockiej, którego centralnym punktem jest słynący z wielu łask obraz Matki Bożej Pocieszenia. Pojawił się on w parafii w roku 1738 i od tego czasu trwa kult Matki Bożej Małopłockiej.